# Kerkhof van Sint-Lievens-Esse

Het Kerkhof van Sint-Lievens-Esse is een gemeentelijke begraafplaats in het Belgische dorp Sint-Lievens-Esse, een deelgemeente van Herzele. Het kerkhof ligt in het dorpscentrum rond de Sint-Martinuskerk. Ze heeft een onregelmatige vorm en wordt grotendeels omsloten door een lage bakstenen muur. Aan de straatzijde staat een gedenkteken voor de omgekomen dorpsbewoners uit de Eerste Wereldoorlog. Op het kerkhof liggen nog enkele oude graven maar ze wordt niet meer gebruikt voor nieuwe bijzettingen.  

## Britse oorlogsgraven
In de noordelijke hoek van het kerkhof liggen de graven van twee Britse gesneuvelden uit de Tweede Wereldoorlog. De graven zijn van David Scott Russell, luitenant bij de Royal Engineers, gesneuveld op 3 september 1944 tijdens de slag bij Wijnhuize en van Albert Thompson, schutter bij de Royal Northumberland Fusiliers, gesneuveld op 19 mei 1940. Zij waren respectievelijk 22 en 20 jaar oud. Hun graven worden onderhouden door de Commonwealth War Graves Commission en staan er geregistreerd onder St. Lievens-Esse Churchyard.